# Wiesław Banach

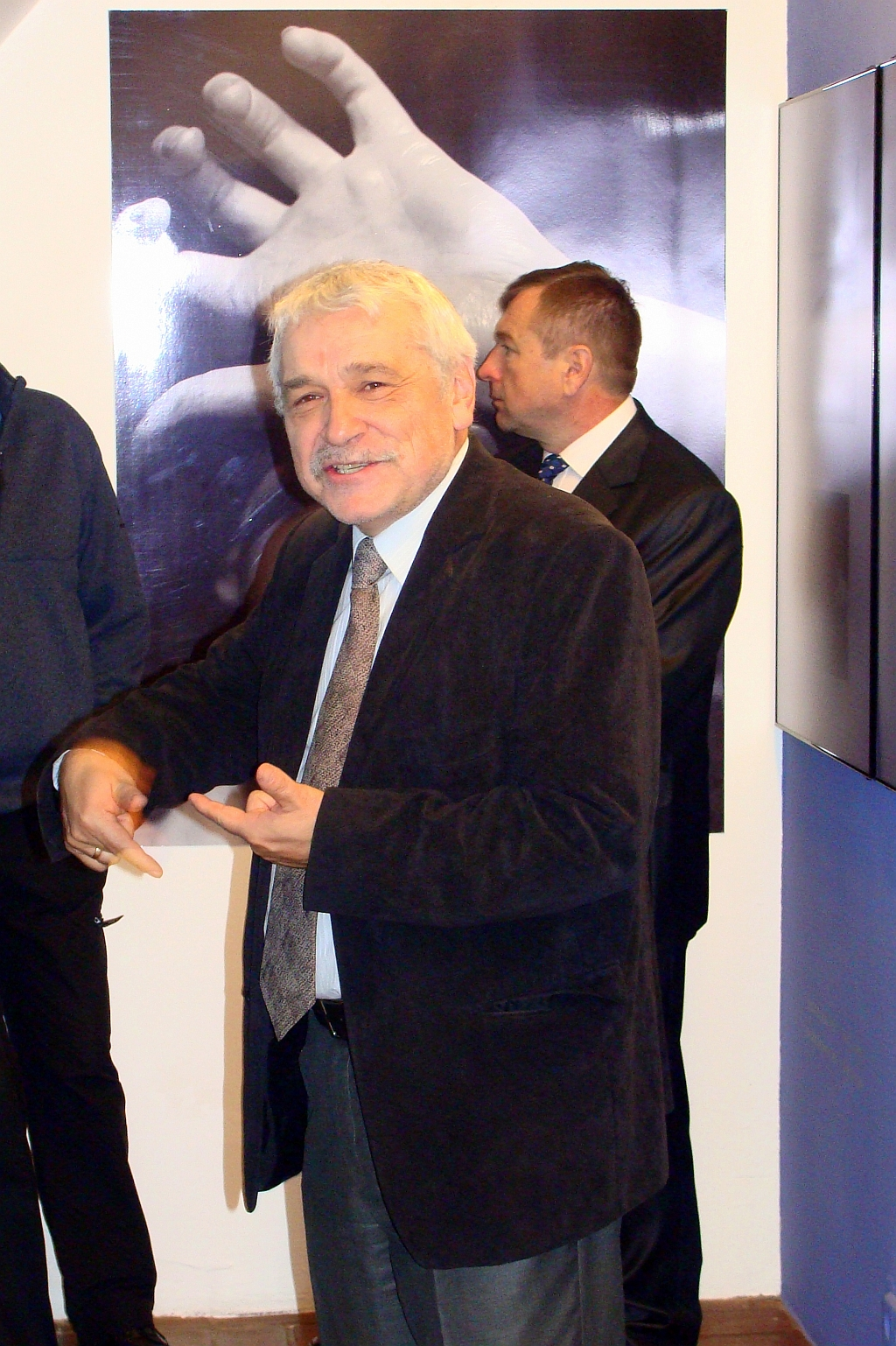
Wiesław Banach (Nov. 2012)

Wiesław Banach (* 26. Januar 1953 in Kościan) ist ein polnischer Kunsthistoriker und Buchautor. Er ist seit 1990 Direktor des Historischen Museums Sanok.
Nach dem Studium der Kunstgeschichte an der Katholischen Universität Lublin kam er 1977 als Mitarbeiter nach Sanok. Bereits während seines Studiums beginnt er seine berufliche Tätigkeit im Rahmen eines Praktikums und praktische Erfahrungen als Assistent im Museum, ab 1990 Direktor des Historischen Museums Sanok.  
Der Forscher der deutschen, französischen Gemälde des 19. und 20. Jahrhunderts einschließlich der polnischen Werke der zur École de Paris gehörenden Künstler. Er gilt auch als erster Biograph Beksińskis, der die größten Geheimnisse der Kunst des Zdzisław Beksiński kennt.

## Werke
- Zdzislaw Beksinski – In den dunklen Tiefen des Unterbewusstseins 2013, ISBN 390291503X
- Zdzisław Beksiński 1999 ISBN 83-87730-11-4
- Beksiński: najnowsze prace 2003 ISBN 83-916345-8-2
- Czy Beksiński mógłby stać się drugim Andym Warholem? 2007.
- Beksiński. Malarstwo 2013